# Weihnachtsinsel-Krabbe
Die Weihnachtsinsel-Krabbe (Gecarcoidea natalis), auch Rote Landkrabbe genannt, ist eine von rund 20 beschriebenen Arten der Landkrabben. Sie kommt ausschließlich auf der zu Australien gehörenden Weihnachtsinsel und den Kokosinseln im Indischen Ozean vor, ist also wie viele Vertreter der Landkrabben ein Inselendemit. Vor knapp einem Jahrhundert, bevor mit dem Abbau von Phosphat begonnen wurde, betrug die geschätzte Population dieser Spezies noch über 100 Millionen. Nach einem Populationsrückgang auf 50 Millionen Krabben zwischen 2000 und 2015 bevölkern im Jahr 2022 wieder rund 190 Millionen Krabben die Insel.

## Beschreibung

Verbreitungsgebiet: Kokosinseln (l.) und Weihnachtsinsel

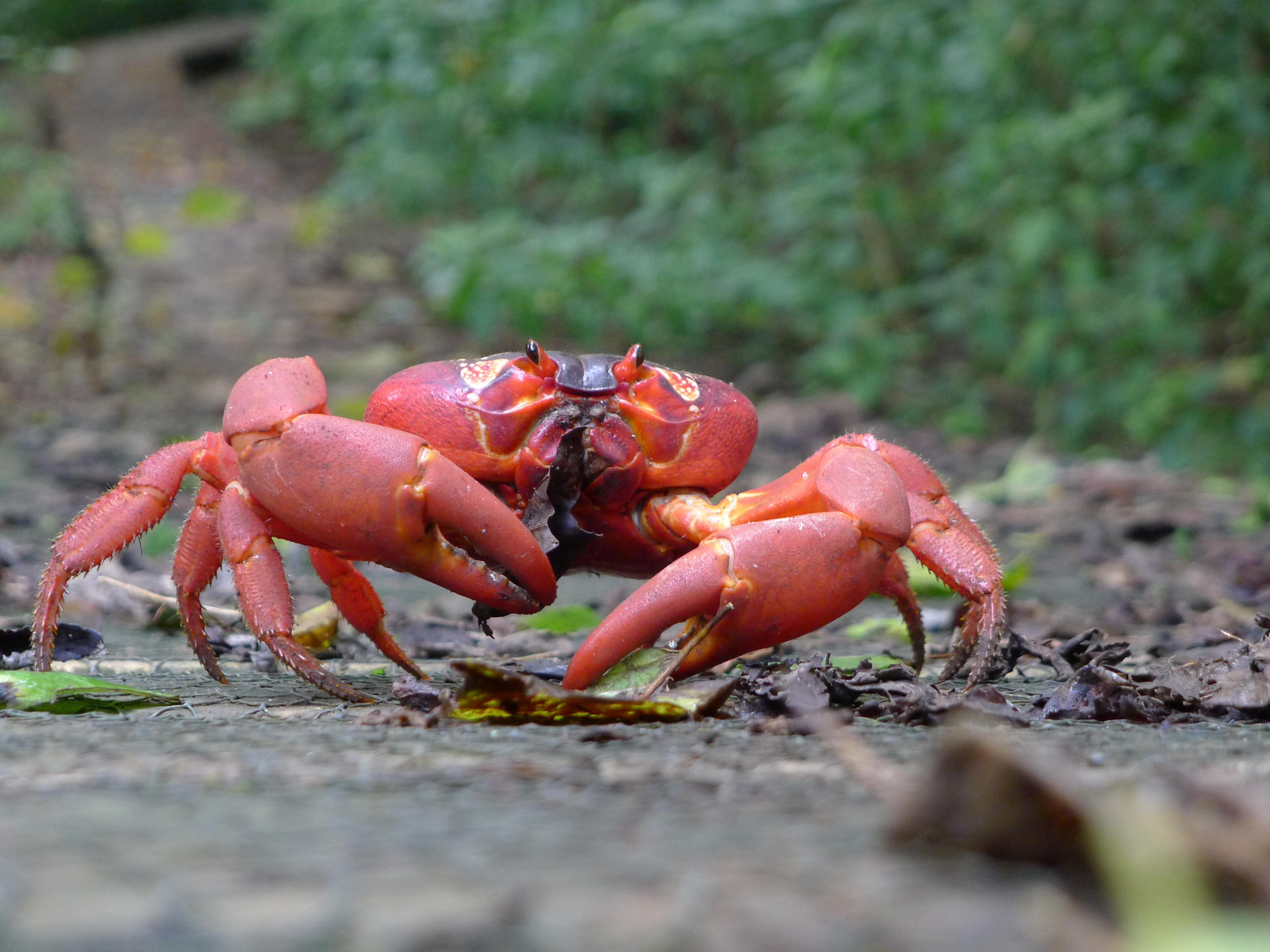
Weihnachtsinsel-Krabbe auf Wanderschaft

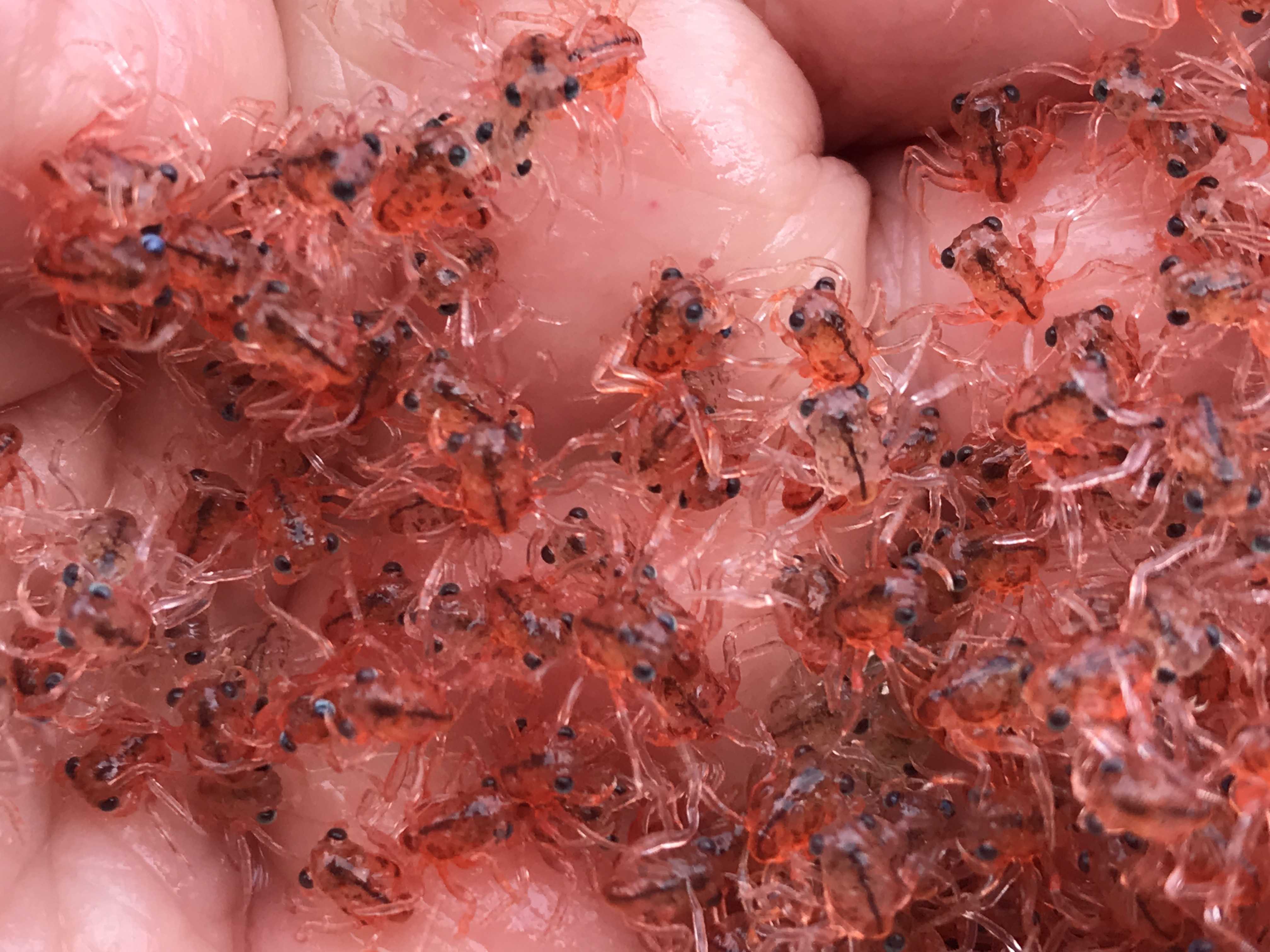
Weihnachtsinsel-Krabbe im Megalopa-Entwicklungsstadium am Übergang von der planktischen Lebensweise im Meer zur bodenlebenden Krabbe

Auffallend ist die leuchtende rote Farbe des Panzers, der bei einer erwachsenen Krabbe ca. 11 bis 12 cm Durchmesser misst. Deshalb ist diese Art auch als „Rote Landkrabbe“ bekannt. Es gibt fallweise auch orangefarbene Varianten, seltener ist eine Färbung ins Purpurrote zu beobachten. Die vier Schreitbeinpaare sind von gleicher Länge.
Die Männchen der Weihnachtsinsel-Krabbe werden größer als die Weibchen und besitzen größere Scheren, die sie bei Rivalitäts- und Revierkämpfen mit anderen Männchen einsetzen. Die Weibchen haben einen viel breiteren Hinterleib als die Männchen, der wie bei allen Krabben eingeklappt ist und bei der Eiablage eine wichtige Rolle spielt. Bei den jungen Krabben ist dieser Geschlechtsdimorphismus noch nicht ausgeprägt, das breitere Abdomen der Weibchen wird erst im dritten Lebensjahr nach einer Häutung sichtbar.

## Ernährung
Die Nahrung der Weihnachtsinsel-Krabbe besteht hauptsächlich aus herabgefallenem Laub (Detritus) des Regenwaldes. Die Krabben nehmen bei der Verarbeitung der Pflanzenreste eine ähnliche ökologische Rolle ein wie anderswo die Regenwürmer, die es auf der Weihnachtsinsel nicht gibt. Auch herabgefallene Früchte und Blüten dienen als Nahrung. Die Tiere bevorzugen frisches Laub, befreien aber durch ihre hohe Besiedlungsdichte den Boden stellenweise auch vollständig von welken Blättern.
Auch Sämlinge und Jungpflanzen werden von ihnen oft zerkleinert und gefressen. Ihre Rolle als „Gärtner“ bei der Zusammensetzung der tropischen Inselvegetation ist Gegenstand von Untersuchungen.
Tierische Nahrung wird nicht verschmäht. Tote Krabben werden ebenso gefressen wie Vogelkadaver oder die auf der Weihnachtsinsel eingeschleppte Große Achatschnecke (Achatina fulica). In der Nähe menschlicher Siedlungen wird jeglicher organischer Abfall beseitigt.
Die Weihnachtsinsel-Krabbe ist allerdings auch ein Kannibale. Nachdem die geschlüpften Krabben nach einer Weile wieder ans Land gespült werden, essen diese Krabben auch manchmal ihren Nachwuchs. Dokumentiert wurde dies auch in der Netflixserie „Our Planet – Folge 3“.

## Fortpflanzung
Weihnachtsinsel-Krabben erreichen ihre Geschlechtsreife erst nach vier bis fünf Jahren. Besonders bemerkenswert ist ihr Verhalten zu Beginn der Regenzeit im November: Zu diesem Zeitpunkt wandern alle geschlechtsreifen Krabben gleichzeitig vom Wald zur Küste. Diese Krabbenwanderung ist eine der Hauptattraktionen der Weihnachtsinsel. Auf ihrem Weg überwinden die Tiere selbst große Hindernisse und steuern zielsicher in Richtung Meer. Bis heute bleibt ungeklärt, wie sie sich dabei orientieren.  
Zuerst erreichen die Männchen die Küste, wo sie Meerwasser aufnehmen. Anschließend ziehen sie sich in den küstennahen Wald zurück, um dort Paarungshöhlen zu graben, die sie gegen Rivalen verteidigen. Die Paarung, die etwa 20 Minuten dauert, findet überwiegend in diesen Höhlen statt. Nach der Paarung kehren die Männchen ins Landesinnere zurück.
Die Weibchen hingegen bleiben etwa 12 Tage in der Höhle, bis die befruchteten Eier – bis zu 100.000 pro Tier – vollständig ausgereift sind. Danach wandern sie zum Ufer, um die Eier dem Meer zu überlassen. Die winzigen Jungtiere, die aus den Eiern schlüpfen und nur etwa 5 mm groß sind, treten ihrerseits eine Massenwanderung von der Küste zurück in die Wälder an.

## Gefährdung

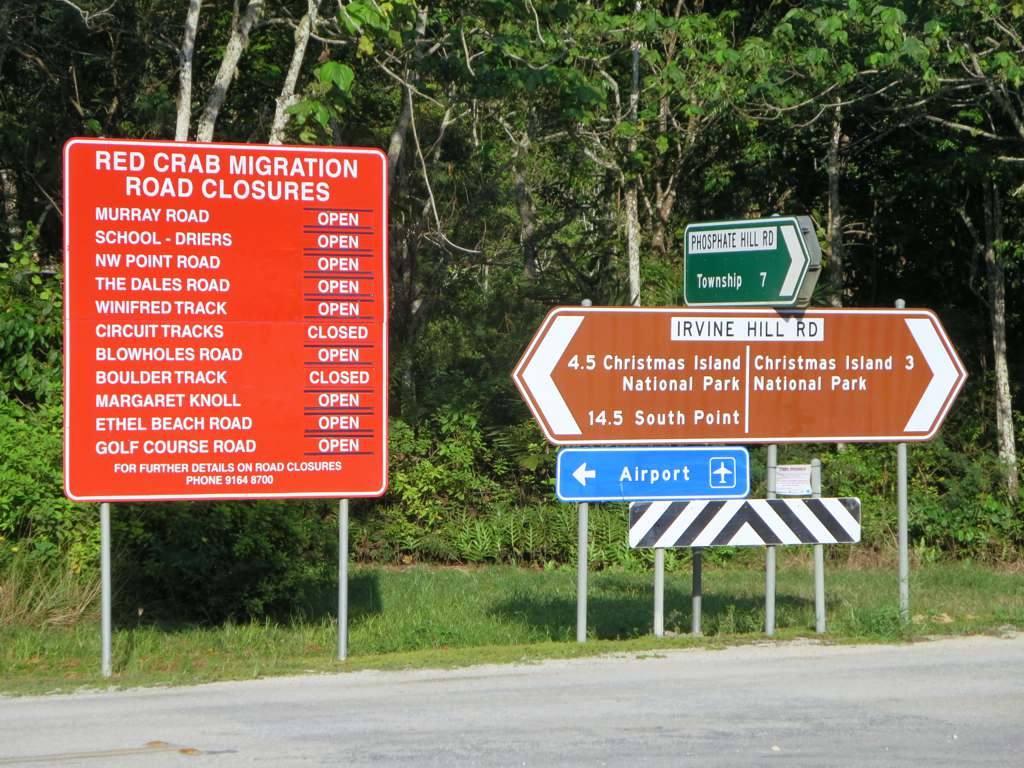
Hinweisschild auf Straßensperren auf der Weihnachtsinsel zur Zeit der Krabbenwanderung

Die Weihnachtsinsel-Krabbe ist streng geschützt und zur Zeit ihrer Wanderung herrschen Fahrverbote. Schutzbarrieren sowie von den Einwohnern gebaute Brücken und Tunnel sollen die Wanderungsströme zum Meer lenken.

### Natürliche Feinde
Die Weihnachtsinsel-Krabbe hat derzeit keine natürlichen Fressfeinde und nur wenige Nahrungskonkurrenten auf dem Boden. Fallweise kommt es zu Auseinandersetzungen mit dem Palmendieb (Birgus latro), einem großen Landeinsiedlerkrebs. Es ist jedoch möglich, dass die Maclear-Ratte (Rattus macleari), die im Jahre 1903 durch die Einschleppung von Krankheiten ausstarb, bis dahin die Bestände der Landkrabbe dezimierte. Berichte über die Wanderung von riesigen Scharen der Weihnachtsinsel-Krabbe zum Strand gibt es nämlich erst aus dem 20. Jahrhundert.
Seit den 1990er-Jahren ist jedoch eine andere Gefahr für die Bestände der Krabbe aufgetaucht. Es handelt sich um die aus Afrika eingeschleppte Gelbe Spinnerameise (Anoplolepis gracilipes). Diese aggressive Ameise verätzt mit ihrem Gift die Augen der Krabben, sodass sie erblinden. Blinde Krabben können sich nicht mehr ernähren und sterben innerhalb von drei Tagen. Die Gelbe Spinnerameise verbreitet sich wie andere eingeschleppte Ameisenarten über Superkolonien relativ rasch und hat den Lebensraum der Weihnachtsinsel-Krabbe eingeengt. Die australische Naturschutzbehörde Parks Australia hat durch verschiedene Bekämpfungsversuche, darunter die Biologische Schädlingsbekämpfung, die Verbreitung der invasiven Ameisenart eingeschränkt, sodass sich die Population der Krabben bis 2022 erholte.

### Klimawandel
Im November 2023 verzögerte sich die Massenwanderung zum Meer. Nur wenige Exemplare begannen die Wanderung, viele kehrten auf dem Weg wieder um und zogen sich in die Wälder im Inneren der Insel zurück. Die große Masse der Krabben wanderte erst im Februar 2024 an die Küste. Es war das erste Mal seit Beginn der Aufzeichnungen über die Krabbenwanderung in den 1980er Jahren, dass sich die Krabben erst so spät paarten. Wie die späte Paarung die Vermehrung der Weihnachtsinsel-Krabbe beeinflussen wird, ist noch nicht abzusehen. Als Grund für die Verschiebung der Wanderung um mehrere Monate wird die große Trockenheit vermutet. Im Jahr 2023 gab es nur rund halb so viele Regenfälle auf der Insel wie in den Jahren zuvor. Der Weg zur Küste war trocken und staubig.

## Kommensalen
Gegenstand weiterer Untersuchungen, die vor allem von Evolutionsforschern und Genetikern betrieben werden, ist die Vergesellschaftung der Taufliege Lissocephala powelli mit der Weihnachtsinsel-Krabbe.